# Serik Schäpkenow

Serik Schäpkenow (2022)

Serik Schambyluly Schäpkenow (kasachisch Серік Жамбылұлы Шәпкенов Serık Jambylūly Şäpkenov, russisch Серик Жамбулович Шапкенов Serik Schambulowitsch Schapkenow; * 29. Juli 1979 in Karatobe, Kasachische SSR) ist ein kasachischer Politiker.

## Leben
Schäpkenow wurde 1979 in Karatobe im heutigen Audan Qaratöbe in Westkasachstan geboren. Er absolvierte ein Studium der Wirtschaftswissenschaften und Mathematik an der Staatlichen Universität Westkasachstan, das er im Jahr 2000 abschloss.
Nach dem Studium lehrte er zunächst als Dozent an der Staatlichen Universität Westkasachstan, bevor er ab 2001 im Büro des Äkim (Gouverneur) der Region Westkasachstan arbeitete. Dort war er zuerst für Umweltschutz und Naturmanagement zuständig, von 2002 bis 2006 leitete er die Finanzabteilung. Danach wechselte er in die Abteilung für Wirtschaft und Haushaltsplanung der Region Westkasachstan, in der er verschiedene Positionen bis hin zum Leiter der Abteilung durchlief.
Im Januar 2012 wurde Schäpkenow zum stellvertretenden Äkim (Gouverneur) von Westkasachstan ernannt und ab dem 27. August 2012 war er erster stellvertretender Äkim. Im Januar 2015 bekam er einen Posten in der kasachischen Präsidialverwaltung, bevor er am 14. Juli 2016 zum Bürgermeister der Stadt Atyrau ernannt wurde. Er war bei seinem Amtsantritt der bisher jüngste Bürgermeister der Stadt. Am 28. Juni 2018 wurde er zum ersten stellvertretenden Äkim des Gebietes Atyrau ernannt. Ab Juni 2020 war er stellvertretender Minister für Arbeits- und Sozialschutz und am 18. Januar 2021 wurde er im Kabinett von Premierminister Asqar Mamin zum Minister für Arbeits- und Sozialschutz ernannt; dies blieb er bis zum 7. April 2022.
Seit dem 4. Juli 2022 ist er Äkim des Gebietes Atyrau.